# Plomeur
 Plomeur  (en bretón Ploveur) es una población y comuna francesa, situada en la región de Bretaña, departamento de Finisterre, en el distrito de Quimper y cantón de Pont-l'Abbé.

## Demografía
| 1903 | 1916 | 2263 | 2852 | 3272 | 3203 |
| Para los censos de 1962 a 1999 la población legal corresponde a la población sin duplicidades (Fuente: INSEE [Consultar]) |      |      |      |      |      |